# Jack McGlynn
Jack Ryan McGlynn (Queens, Nueva York, 7 de julio de 2003) es un futbolista estadounidense que juega como centrocampista en el Houston Dynamo F. C. de la Major League Soccer.

## Trayectoria
Nacido en Queens, Nueva York, comenzó su carrera en la BW Gottschee Academy, una destacada academia de fútbol de Nueva York. En 2019 se trasladó a Filadelfia y se incorporó a la cantera del Philadelphia Union. Durante la temporada de la academia 2019-20, marcó siete goles y el 6 de marzo de 2020 firmó un contrato profesional con el filial de reserva del Philadelphia Union, Philadelphia Union II para la temporada 2020.
El 7 de marzo de 2020, un día después de firmar con el Philadelphia Union II, debutó en competición con el equipo en el USL Championship contra el Loudoun United FC Entró en el minuto 82 en sustitución de Luis Flores en el empate a cero del Philadelphia Union II. El 5 de agosto, marcó su primer gol profesional contra el New York Red Bulls II. Su gol en el tiempo de descuento de la primera parte supuso el empate en la victoria por 3-2 del Philadelphia Union II. Finished the season for Philadelphia Union II with five goals in fourteen matches.

### Philadelphia Union
El 20 de agosto de 2020 firmó un acuerdo de prejugador de cantera con el Philadelphia Union, uniéndose al club para la temporada 2021. Debutó con el Philadelphia Union el 14 de abril de 2021, en la victoria por 4-0 sobre el Deportivo Saprissa en la Liga de Campeones de la CONCACAF, entrando como sustituto de Leon Flach en el minuto 68. Debutó en la Major League Soccer el 24 de abril contra el Inter de Miami, entrando como sustituto de última hora de Ilson Pereira Dias Júnior.

## Selección nacional
Debutó como internacional con Estados Unidos en la categoría sub-16, jugando contra Países Bajos el 14 de noviembre de 2019.

## Vida personal
Es el hermano menor de Conor McGlynn, que también es jugador de fútbol profesional en el Hartford Athletic del USL Championship. El 25 de julio de 2020, tanto Jack como Connor se enfrentaron con el Philadelphia Union II y el Hartford Athletic, respectivamente, en el USL Championship. Volvieron a enfrentarse el 23 de septiembre, en el que Jack marcó el gol del empate para el Philadelphia Union II en un partido que se saldó con empate a uno.

## Estadísticas

### Clubes
Actualizado al último partido disputado el 24 de febrero de 2024.
| Club                                 | Div.          | Temporada     | Liga  | Liga  | Copas nacionales | Copas nacionales | Copas internacionales | Copas internacionales | Total | Total |
| Club                                 | Div.          | Temporada     | Part. | Goles | Part.            | Goles            | Part.                 | Goles                 | Part. | Goles |
| ------------------------------------ | ------------- | ------------- | ----- | ----- | ---------------- | ---------------- | --------------------- | --------------------- | ----- | ----- |
| Philadelphia Union II Estados Unidos | 2.ª           | 2020          | 14    | 5     | —                | —                | —                     | —                     | 14    | 5     |
| Philadelphia Union II Estados Unidos | 3.ª           | 2022          | 5     | 1     | —                | —                | —                     | —                     | 5     | 1     |
| Philadelphia Union II Estados Unidos | Total club    | Total club    | 19    | 6     | 0                | 0                | 0                     | 0                     | 19    | 6     |
| Philadelphia Union Estados Unidos    | 1.ª           | 2021          | 22    | 0     | 0                | 0                | 3                     | 0                     | 25    | 0     |
| Philadelphia Union Estados Unidos    | 1.ª           | 2022          | 26    | 1     | 1                | 0                | —                     | —                     | 27    | 1     |
| Philadelphia Union Estados Unidos    | 1.ª           | 2023          | 30    | 2     | 1                | 0                | 13                    | 1                     | 44    | 3     |
| Philadelphia Union Estados Unidos    | 1.ª           | 2024          | 1     | 0     | 0                | 0                | 1                     | 0                     | 2     | 0     |
| Philadelphia Union Estados Unidos    | Total club    | Total club    | 79    | 3     | 2                | 0                | 17                    | 1                     | 98    | 4     |
| Total carrera                        | Total carrera | Total carrera | 98    | 9     | 2                | 0                | 17                    | 1                     | 117   | 10    |

## Palmarés

### Títulos internacionales
| Título                           | Equipo                                 | País     | Año  |
| -------------------------------- | -------------------------------------- | -------- | ---- |
| Campeonato Sub-20 de la Concacaf | Selección sub-20 de los Estados Unidos | Honduras | 2022 |